# نخودکولوب
نخودکولوب (به لاتین: Nukhotkolob) یک منطقهٔ مسکونی در روسیه است که در داغستان واقع شده‌است.